# Сан Франсиско де Соконостлито, Дон Педро (Долорес Идалго Куна де ла Индепенденсија Насионал)
Сан Франсиско де Соконостлито, Дон Педро (шп. San Francisco de Xoconostlito, Don Pedro) насеље је у Мексику у савезној држави Гванахуато у општини Долорес Идалго Куна де ла Индепенденсија Насионал. Насеље се налази на надморској висини од 1950 м.

## Становништво
Према подацима из 2005. године у насељу су живела 4 становника.

### Хронологија
| Година       | 2000 | 2005 |
| ------------ | ---- | ---- |
| Становништво | 6    | 4    |

### Попис
| # | Индикатор                        | Вредност |
| - | -------------------------------- | -------- |
| 1 | Укупно појединачних домаћинстава | 1        |